# Ростковиці (Мазовецьке воєводство)
Ростковиці (пол. Rostkowice) — село в Польщі, у гміні Вишогруд Плоцького повіту Мазовецького воєводства.
Населення — 168 осіб (2011).
У 1975-1998 роках село належало до Плоцького воєводства.

## Демографія
Демографічна структура станом на 31 березня 2011 року:
|          | Загалом | Допрацездатний вік | Працездатний вік | Постпрацездатний вік |
| -------- | ------- | ------------------ | ---------------- | -------------------- |
| Чоловіки | 88      | 16                 | 54               | 18                   |
| Жінки    | 80      | 15                 | 43               | 22                   |
| Разом    | 168     | 31                 | 97               | 40                   |